# De Soto (Wisconsin)
De Soto è un comune degli Stati Uniti, situato in Wisconsin, diviso tra la Contea di Vernon e la Contea di Crawford.